# Conophyma
Conophyma är ett släkte av insekter. Conophyma ingår i familjen Dericorythidae.

## Dottertaxa tillConophyma, i alfabetisk ordning[1]
- Conophyma alajense
- Conophyma almasyi
- Conophyma amicus
- Conophyma argutum
- Conophyma armatum
- Conophyma bactrianum
- Conophyma badium
- Conophyma baludzhianum
- Conophyma berezhkovi
- Conophyma beybienkoi
- Conophyma bienkoi
- Conophyma bogojavlenskii
- Conophyma boldyrevi
- Conophyma cercatum
- Conophyma comatum
- Conophyma comtulum
- Conophyma corallipes
- Conophyma darvazicum
- Conophyma dirshi
- Conophyma dumale
- Conophyma egregium
- Conophyma excellens
- Conophyma formosum
- Conophyma fuscum
- Conophyma geminum
- Conophyma ghilarovi
- Conophyma ghilarovianum
- Conophyma herbaceum
- Conophyma ikonnikovi
- Conophyma iliense
- Conophyma indicum
- Conophyma jacobsoni
- Conophyma jakovlevi
- Conophyma kashmiricum
- Conophyma kusnetzovi
- Conophyma kuznetzovi
- Conophyma labrispinus
- Conophyma latifrons
- Conophyma laudanense
- Conophyma leve
- Conophyma linguspinus
- Conophyma lobulatum
- Conophyma maracandicum
- Conophyma mirabile
- Conophyma miramae
- Conophyma mistshenkoi
- Conophyma mitchelli
- Conophyma montanum
- Conophyma nanum
- Conophyma narzikulovi
- Conophyma nigrescens
- Conophyma nigripes
- Conophyma nitens
- Conophyma oliva
- Conophyma olsufjevi
- Conophyma pavlovskii
- Conophyma pazukii
- Conophyma petrosum
- Conophyma plotnikovi
- Conophyma poimazaricum
- Conophyma prasinum
- Conophyma pravdini
- Conophyma predtetshenskyi
- Conophyma przewalskii
- Conophyma pylnovi
- Conophyma reinigi
- Conophyma remaudieri
- Conophyma roberti
- Conophyma rufitibia
- Conophyma saxatile
- Conophyma semenovi
- Conophyma septuosum
- Conophyma serafimi
- Conophyma shamonini
- Conophyma sharafii
- Conophyma shumakovi
- Conophyma simile
- Conophyma sogdianum
- Conophyma sokolovi
- Conophyma speciosum
- Conophyma spectabile
- Conophyma splendidum
- Conophyma stebaevi
- Conophyma susinganicum
- Conophyma tarbinskyi
- Conophyma transiliense
- Conophyma tumidum
- Conophyma turcomanum
- Conophyma turkestanicum
- Conophyma umnovi
- Conophyma uvarovi
- Conophyma validum
- Conophyma vavilovi
- Conophyma weberi
- Conophyma virgatum
- Conophyma xerophilum
- Conophyma xinjiangensis
- Conophyma zachvatkini
- Conophyma zhaosuensis
- Conophyma zimini
- Conophyma zubovskyi